# Banize (rivière)
La Banize, ou anciennement Banise, est une rivière française du département de la Creuse, en région Nouvelle-Aquitaine, affluent du Taurion et sous-affluent de la Loire par la Vienne.

## Géographie

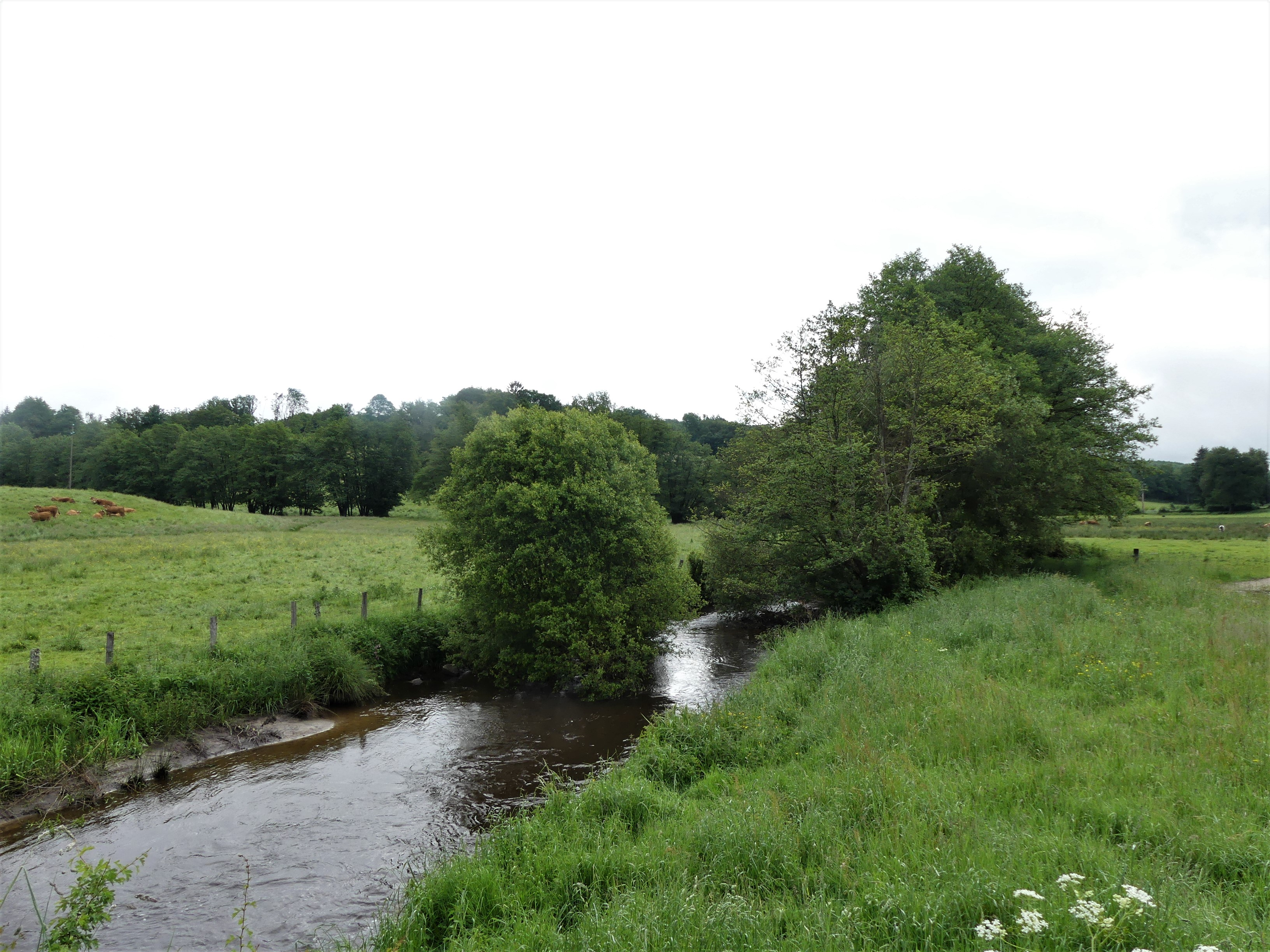
La Banize au sud du bourg de Banize.

La Banize prend sa source dans le parc naturel régional de Millevaches en Limousin, dans le département de la Creuse à 719 mètres d’altitude, au lieu-dit la Grolière, sur la commune de Gentioux-Pigerolles, cinq kilomètres et demi au nord-est du bourg.
Elle prend la direction du nord-est, passe sous la route départementale (RD) 59 puis au nord-ouest du bourg de La Nouaille, sous la RD 26. Elle est grossie en rive droite par le ruisseau des Valettes et oblique vers le nord, recevant en rive droite le ruisseau de Combe la Garde puis longeant le domaine de Banizette. Elle reçoit en rive droite le ruisseau du Monteil, prend la direction du nord-ouest, reçoit en rive gauche le Gane Peire et passe sous la RD 37. Elle reçoit aussitôt en rive gauche le ruisseau de la Rocherolle puis contourne le bourg de Vallière par le sud, franchie successivement par les RD 16 et 7, au sud et au sud-ouest de celui-ci. Elle est grossie en rive gauche par l'Arguinteix puis en rive droite par le ruisseau de Masvaudier. Elle passe sous la RD 10, sous le GR 46 puis s'écoule à 250 mètres au sud du bourg de Banize.
Elle reçoit en rive droite le ruisseau du Masfayon et rejoint le Taurion en rive droite sur la commune de Banize, à 478 mètres d’altitude, au nord-est du lieu-dit Langenédière.
S'écoulant globalement du sud-est vers le nord-ouest, la Banize est longue de 20,9 km.

### Communes et département traversés
La Banize arrose quatre communes dans le département de la Creuse, soit d'amont vers l'aval : Gentioux-Pigerolles (source), La Nouaille, Vallière et Banize (confluence avec le Taurion).

### Bassin versant
Son bassin versant s'étend sur 105 km2. Il est constitué à 56,14 % de « forêts et milieux semi-naturels », à 44,08 % de « territoires agricoles » et à 0,36 % de « territoires artificialisés ». Outre les quatre communes baignées par la Banize, le bassin en concerne également quatre autres : 
- Chavanat bordée par le ruisseau du Masfayon[3] ;
- Royère-de-Vassivière où un petit ruisseau sans nom, affluent du ruisseau de Thernat[4], prend sa source au nord-est du puy des Rivaux[5] ;
- Saint-Marc-à-Loubaud et Saint-Yrieix-la-Montagne baignées par le ruisseau de la Rocherolle[6].

## Affluents

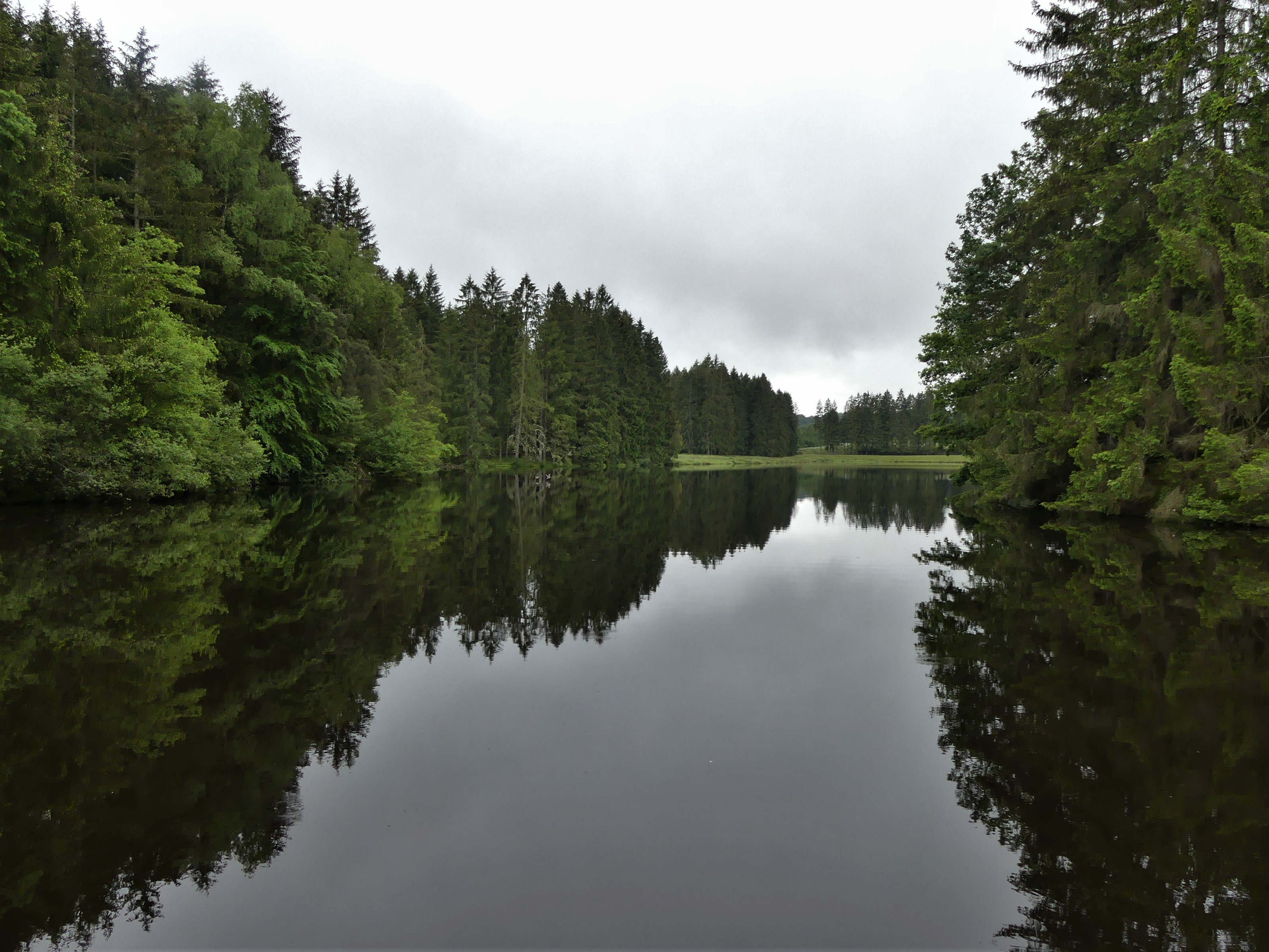
L'étang de la Chabassière alimenté par un affluent de la Banize.

Parmi les neuf affluents répertoriés par le Sandre sept dépassent trois kilomètres de longueur, soit d'amont vers l'aval :
- le ruisseau des Valettes (4,3 km) en rive droite[7] ;
- le Gane Peire ou ruisseau de Gane Peire (4,5 km) en rive gauche[8] ;
- le ruisseau de la Rocherolle, ou ruisseau de Loubaud dans sa partie amont, (8,4 km) en rive gauche[6] ;
- l'Arguinteix ou ruisseau d'Arguinteix (7,5 km) en rive gauche[9], avec deux affluents, le ruisseau de Thernat[4] et le Pont Gros[10] ;
- le ruisseau de Masvaudier (3,8 km) en rive droite[11] ;
- un ruisseau sans nom, en rive gauche, qui alimente les étangs de la Chabassière et du Rigoulet (4,6 km)[12] ;
- le ruisseau du Masfayon (4,1 km) en rive droite[3], qui sert en partie de limite naturelle aux communes de Banize et Chavanat.

### Rang de Strahler
Le Pont Gros ayant deux affluents, le nombre de Strahler de la Banize est donc de quatre.

## Économie
À la fin du XIXe siècle, il y avait seize moulins à farine, deux moulins à chanvre, un moulin à huile et un foulon le long de la Banize.

## Environnement
Les trois communes du cours supérieur de la Banize font partie du parc naturel régional de Millevaches en Limousin.

## Galerie de photos

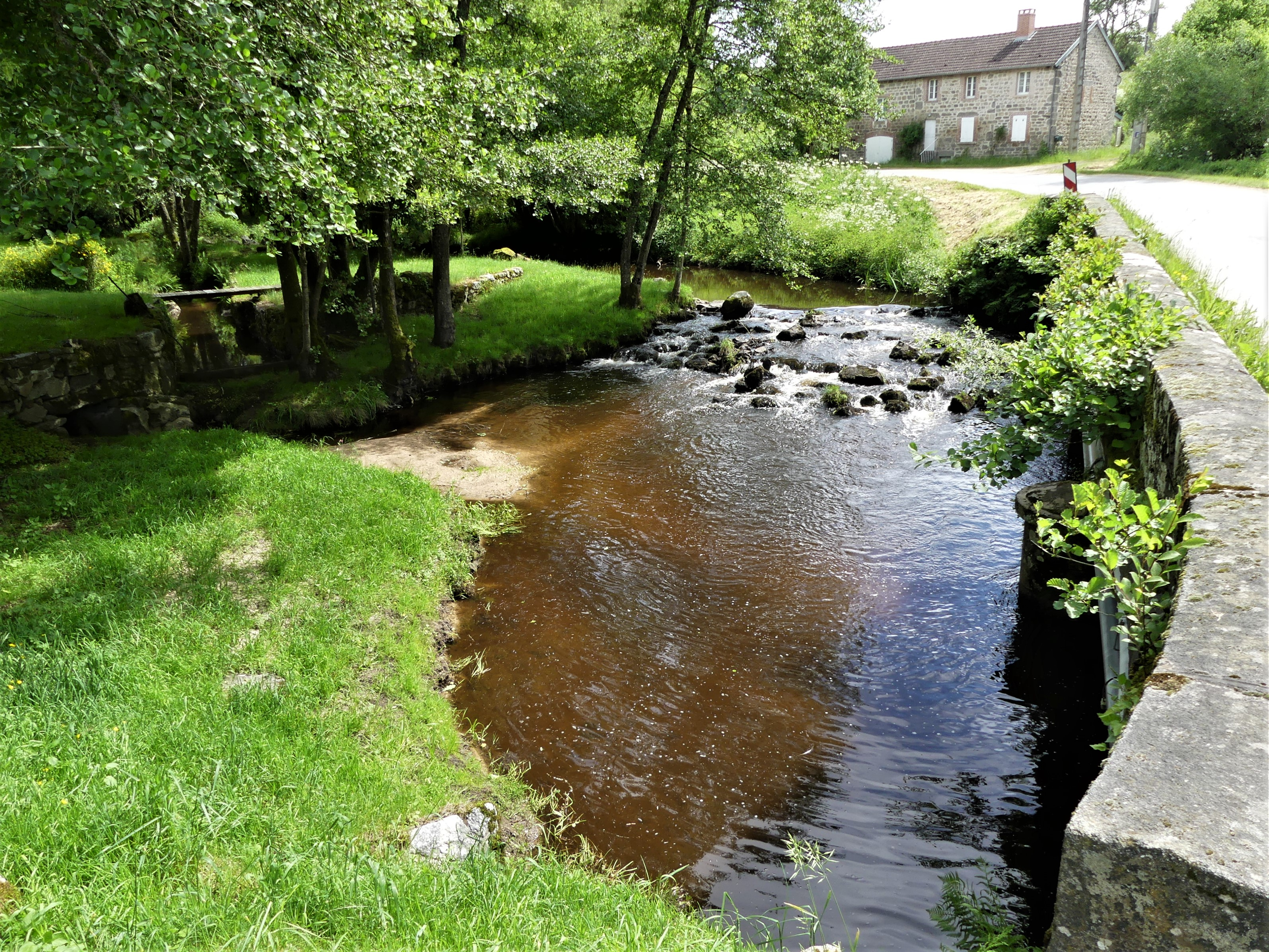
À Vallière, au pont de la RD 16.
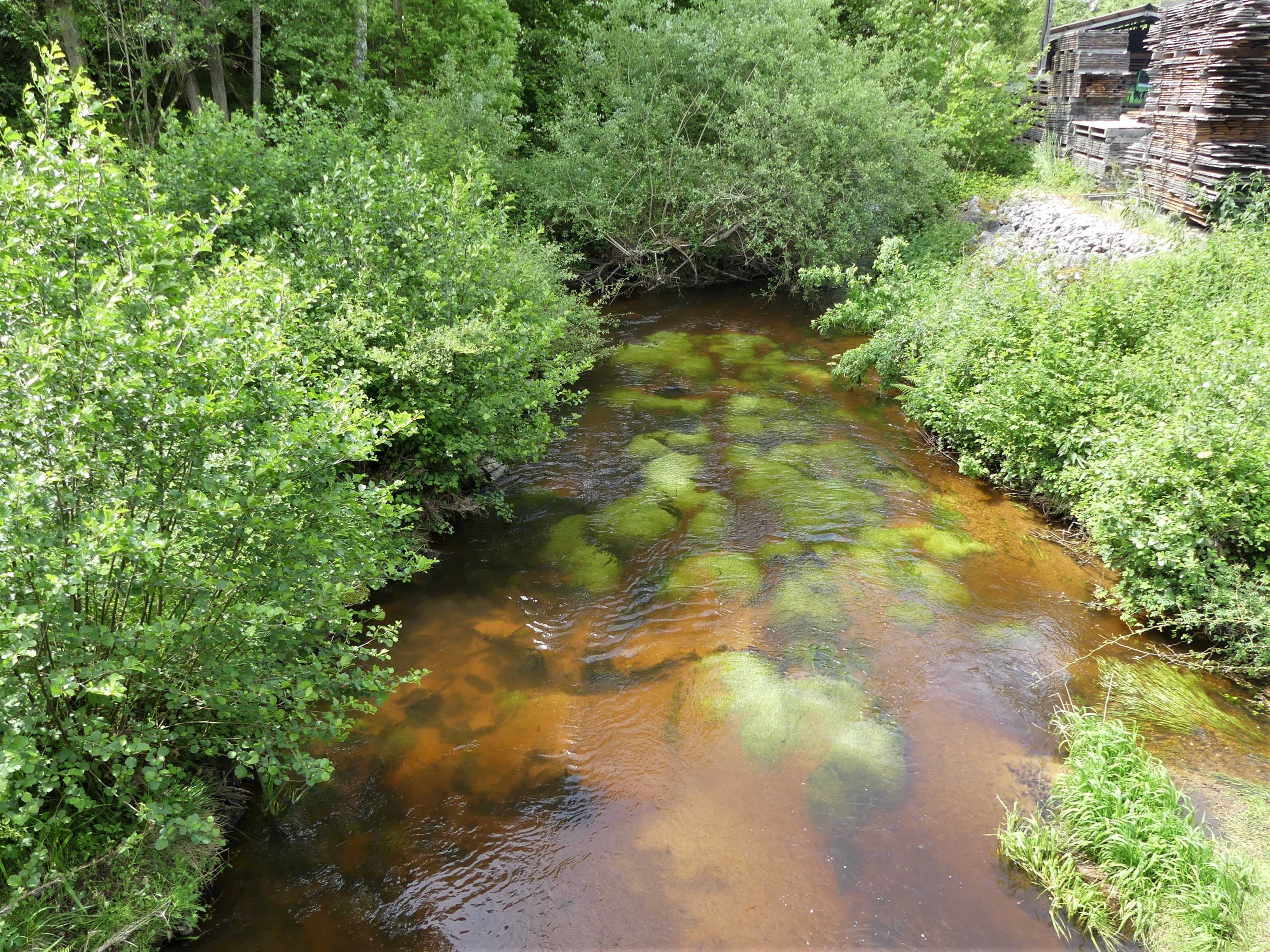
Idem.